# Ryszard Danecki
Ryszard Marian Danecki (ur. 23 sierpnia 1931 w Poznaniu, zm. 30 listopada 2013) – polski poeta, prozaik, autor librett do oper kameralnych, tłumacz poezji angielskiej, rosyjskiej i niemieckiej.

## Życiorys
Urodził się 23 sierpnia 1931 w Poznaniu w rodzinie tapicera Adama Daneckiego (ur. 1907) i Franciszki z domu Przygockiej (ur. 1901). W czasie wojny był członkiem konspiracyjnej organizacji harcerskiej Szare Szeregi.
Ukończył Instytut Literacki imienia A.M. Gorkiego (Moskwa).
W 1952 r. debiutował na łamach dziennika „Głos Wielkopolski” poematem Wyzwolenie Poznania. Był jednym z założycieli grupy literackiej Wierzbak. Od 1954 publikował w prasie poznańskiej.
Został pochowany na Cmentarzu Junikowo w Poznaniu (pole 6-7-4-120).

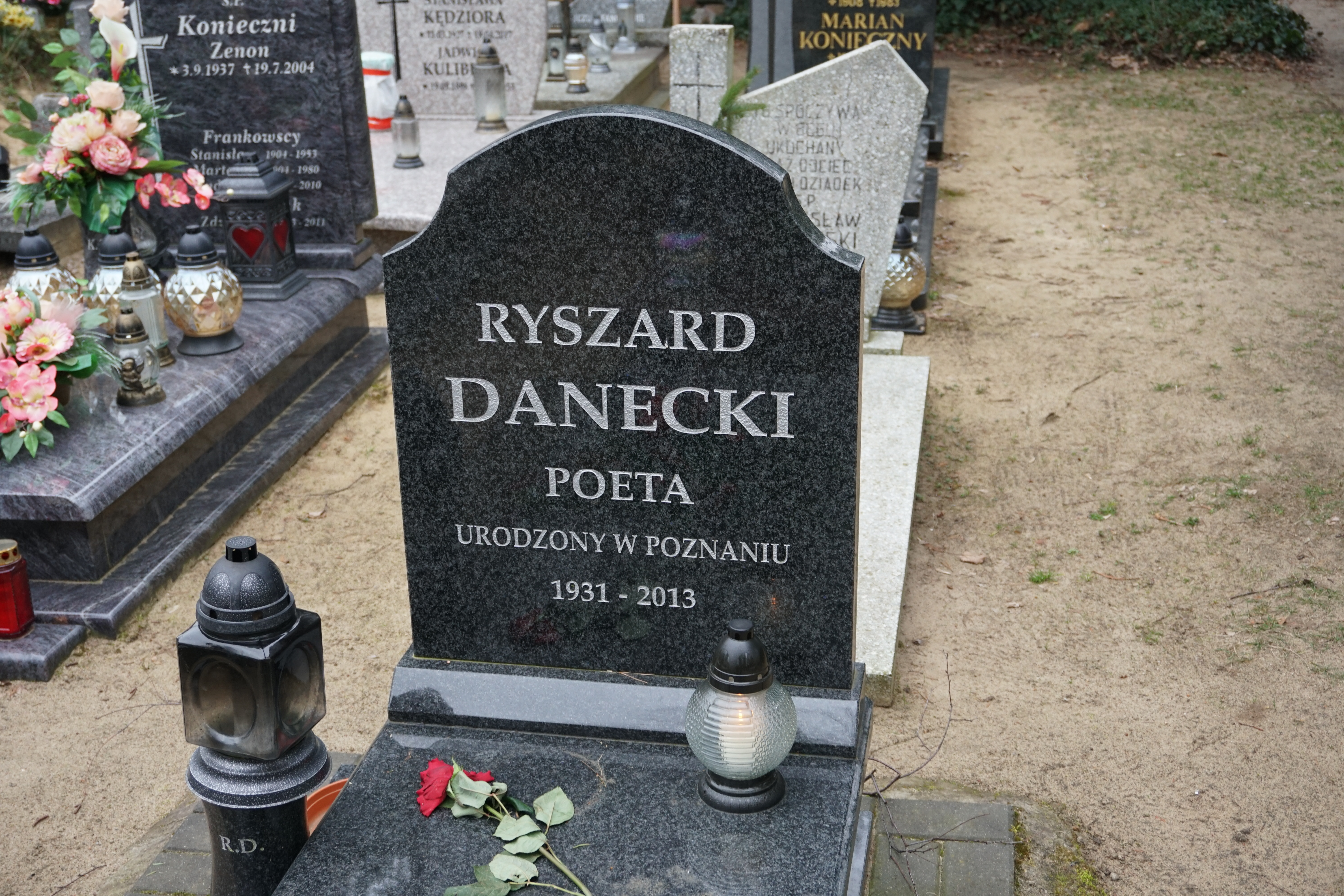
Grób Ryszarda Daneckiego na Cmentarzu Junikowskim

## Nagrody i odznaczenia
- 1960: Nagroda m. Poznania dla młodych
- 1963: wyróżnienie w Ogólnopolskim Konkursie Poetyckim o Laur Czerwonej Róży
- 1985: Nagroda Ministra Kultury i Sztuki II stopnia
- 2003: Dobosz Powstania Wielkopolskiego od ZG TPPW[3].
- 2011: Brązowy Medal „Zasłużony Kulturze Gloria Artis”[4]
- „Zasłużony Działacz Kultury”
- Krzyż Kawalerski Orderu Odrodzenia Polski

## Twórczość
- Czarny sześcian ciszy
- Twarzy odwracanie
- Afrasiabe
- Kropla oceanu
- Na opalenie skrzydeł
- Dedykacje
- Patrol poetycki
- Poemat piastowski
- Tobie Poznaniu, ten srebrny liść...[5]
- Zawsze jest czas teraźniejszy[6]
- 112 godzin szczęścia[7]
- Mężczyźni półwieczni